# Holger Hott

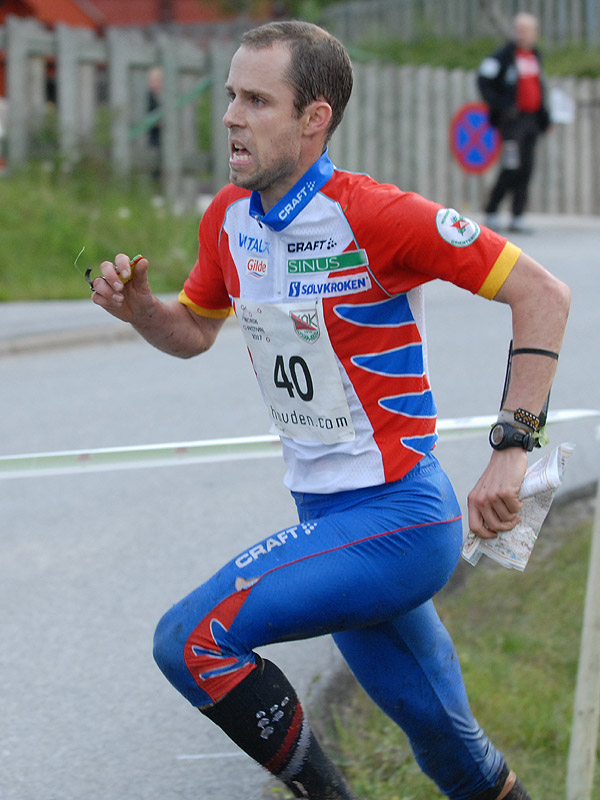
Holger Hott beim Weltcuplauf in Norwegen 2007.

Holger Hott, früher Holger Hott Johansen, (* 8. April 1974 in Norwegen) ist ein norwegischer Orientierungsläufer, der für den Verein Kristiansand OK startet.

## Werdegang
Holger Hott ist seit fast 10 Jahren einer der Topathleten im Orientierungslauf und er gewann erst 2006 in einem sehr emotionalen Moment seine erste Goldmedaille, indem er den Lauf über die Mitteldistanz bei den Weltmeisterschaften in Aarhus, Dänemark für sich entschied. Davor gewann er schon zwei Bronze-Medaillen (2004, 2005) über die Langdistanz. Er war Teil des norwegischen Staffelteams, dass bei den Weltmeisterschaften 2005 in Japan die Goldmedaille gewann und 2004 gewann er auch den Staffelweltcup.
Holger Hott läuft für den Verein Kristiansand OK und war früher auch bei den Vereinen IF Trauma, IL Express, IL Imås, IFK Lidingö und Bækkelaget Sportsklubb.
Er ist mit der kanadischen Orientierungsläuferin Sandy Hott verheiratet. Im Frühling 2007 entschieden die beiden sich ihren Nachnamen von Hott Johansen auf das einfache Hott zu kürzen. Sie überlegten diese Namenskürzung schon länger und entschieden sich dafür, noch bevor ihr erster Sohn im Juni 2007 geboren wurde.

## Erfolge

### Weltmeisterschaften
- 2 × Gold: 2005 (Staffel), 2006 (Mitteldistanz)
- 2 × Bronze: 2004, 2005 (Langdistanz)

### Weltcup
- 1 × Gold: 2004 (Staffel)

### Sonstiges
- Nordic Masters: Silber über die Mitteldistanz 2003 und 2005
- Nordic Masters: Bronze über die Mitteldistanz 2001, Bronze über die Langdistanz 2005

- Norwegische Meisterschaften, Einzel: - 4 × Gold, 3 × Silber, 1 × Bronze
- Norwegische Meisterschaften, Staffel: - 4 × Gold, 1 × Silber, 2 × Bronze